# Valdshults landskommun
Valdshults landskommun var en tidigare kommun i Jönköpings län.

## Administrativ historik
När 1862 års kommunalförordningar trädde i kraft den 1 januari 1863 inrättades i Sverige cirka 2 400 landskommuner samt 89 städer och ett mindre antal köpingar.
Då inrättades i Valdshults socken i Mo härad i Småland denna kommun. Vid kommunreformen 1952 uppgick denna landskommun i Södra Mo landskommun.
1974 upplöstes Södra Mo kommun och detta område uppgick i Gislaveds kommun.